# Andrzej Mecherzyński-Wiktor
Andrzej Mecherzyński-Wiktor (ur. 11 września 1984) – polski wspinacz, wielokrotny mistrz Polski w prowadzeniu, boulderingu i wspinaczce na czas, konstruktor dróg.

## Życiorys
Jest synem Adama Wiktora i Magdaleny Mecherzyńskiej-Wiktor. Potomek Cecylii Borzęckiej w piątym pokoleniu. Trenowanie wspinaczki rozpoczął w wieku 12 lat. W lipcu 1999 roku uległ poważnemu wypadkowi, wskutek którego doszło do złamania podstawy czaszki i powstania krwiaka w ośrodku słuchowym. Studiował matematykę i filozofię na Uniwersytecie Jagiellońskim.

## Kariera sportowa
W 2001 roku został wicemistrzem świata juniorów we wspinaczce na czas w zawodach rozgrywanych w Imst. Wielokrotnie startował w seniorskich zawodach Pucharu Świata. Do jego najlepszych wyników należy zajęcie 6. miejsca w Erlangen w boulderingu w 2004 roku oraz 6. miejsca w Chongqing w boulderingu w 2015 roku. W 2014 roku zajął 15. miejsce w klasyfikacji generalnej pucharu świata, natomiast w roku 2015 12. miejsce.
Dokonał przejść dróg skalnych wycenianych na VI.7.

## Osiągnięcia

### Mistrzostwa Polski
| Konkurencje | 2003 | 2004 | 2009 | 2010 | 2011 | 2012 | 2013 | 2014 | 2015 | 2016 | 2017 | 2022 | 2023 |
| Bouldering  | 9    | 4    | 2    | b.d. | 1    | 1    | 2    | 1    | 1    | b.d. | 7    | 1    | 5    |
| Prowadzenie | b.d. | b.d. | b.d. | 4    | 3    | 1    | 1    | b.d. | b.d. | 1    | b.d. | DNS  | b.d. |